# Paulilatino
Paulilatino (en sard, Paule) és un municipi italià, dins de la província d'Oristany. L'any 2007 tenia 2.517 habitants. Es troba a la regió de Montiferru. Limita amb els municipis d'Abbasanta, Bauladu, Bonarcado, Fordongianus, Ghilarza, Santu Lussurgiu, Solarussa, Villanova Truschedu i Zerfaliu.

## Administració
| Període | Identitat       | Partit        |
| ------- | --------------- | ------------- |
| 2005-   | Domenico Gallus | Llista cívica |